# Varvarin
Varvarin (en serbio: Варварин, pronunciado [ʋarʋǎriːn]) es un municipio y villa de Serbia perteneciente al distrito de Rasina del centro-sur del país.
En 2011 tenía 17 966 habitantes, de los cuales 2133 vivían en la villa y el resto en las 20 pedanías del municipio. La mayoría de la población se compone étnicamente de serbios (17 507 habitantes).
Se ubica a orillas del río Gran Morava, muy cerca de donde este río se forma por la confluencia del Zapadna Morava y el Južna Morava, unos 15 km al norte de Kruševac.

## Historia
La ciudad es notable como el sitio de una batalla de 1810 durante la Guerra ruso-turca (1806-1812) entre el Imperio Otomano y un ejército combinado ruso y serbio. Una estatua del comandante ruso Joseph Cornelius O'Rourke y sus hombres fue erigida en 1910 en el centenario de su victoria en la batalla que liberó a la ciudad del dominio turco.

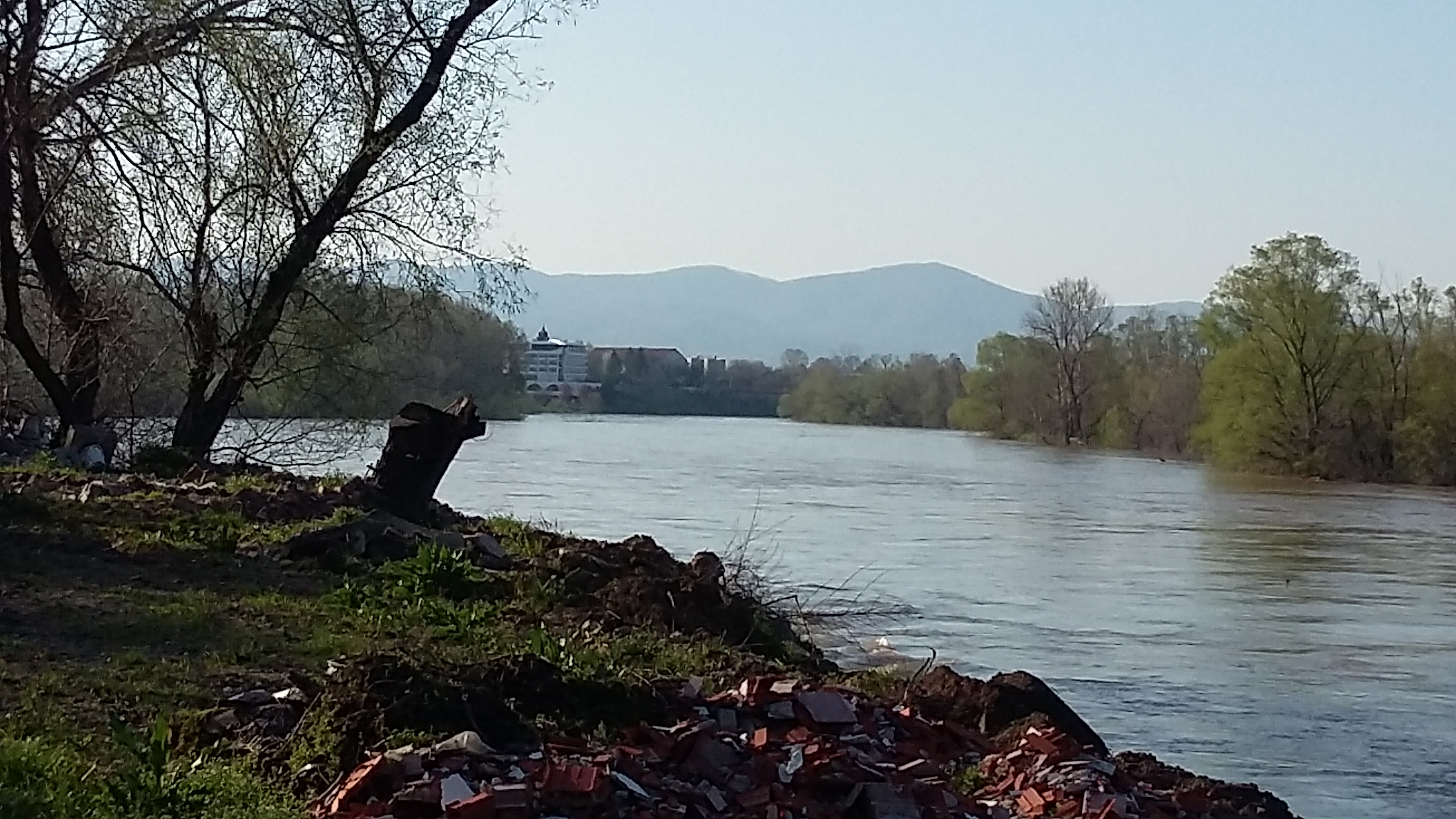
Vista de Varvarin desde el río Morava

De 1929 a 1941, Varvarin formó parte de Banovina del Morava del Reino de Yugoslavia.

### Bombardeo de la OTAN
Durante la guerra de Kosovo y la desintegración de Yugoslavia a finales del siglo XX, el área se vio envuelta en un conflicto aunque distante de la frontera. Un domingo despejado, el 30 de mayo de 1999, como parte de la Operación Fuerza Aliada. Ese día, aviones de la OTAN bombardearon el puente de Varvarin, alrededor de las 13:25h (hora local). El puente fue atacado dos veces y como resultado murieron diez civiles y unos treinta resultaron heridos, de los cuales diecisiete resultaron gravemente heridos y trece leves.
Aunque el ataque aéreo en la pequeña localidad se llevó a cabo a mediodía, con tiempo despejado y más de 1000 personas alrededor del puente, funcionarios de la OTAN calificaron el ataque como «legítimo» y las víctimas civiles como «daños colaterales».
El portavoz de la OTAN, Jamie Shay, dijo que los ataques aéreos de la OTAN contra el puente de Varvarin eran «objetivos militares legítimos» y que las bajas civiles eran «daños colaterales». El mismo funcionario dio la misma justificación para otros ataques de la OTAN en la República Federal de Yugoslavia, que causaron víctimas entre la población civil. Sin embargo, los lugareños afirmaron que el puente era demasiado angosto para los tanques y que fue atacado en un día despejado en lugar de durante la noche, acusando a la OTAN de matar civiles deliberadamente. Un reportero alemán del diario Die Zeit calificó el ataque aéreo de «masacre» y de «crimen de guerra».

## Pedanías
Junto con Varvarin, pertenecen al municipio las siguientes pedanías:
- Bačina
- Bošnjane
- Cernica
- Donji Katun
- Donji Krčin
- Gornji Katun
- Gornji Krčin
- Izbenica
- Karanovac
- Mala Kruševica
- Marenovo
- Maskare
- Obrež
- Orašje (Varvarin)
- Pajkovac
- Parcane
- Suvaja
- Toljevac
- Varvarin (pueblo)
- Zalogovac